# Turbonilla strongi
Turbonilla strongi är en snäckart som beskrevs av Willett 1931. Turbonilla strongi ingår i släktet Turbonilla och familjen Pyramidellidae. Inga underarter finns listade i Catalogue of Life.